# Manta Sport Club
El Manta Sport Club fue un equipo de fútbol profesional de Manta, Provincia de Manabí, Ecuador. Fue fundado el 1 de enero de 1915, esto convirtió en el Decano del Fútbol Mantense, llegando a jugar el Campeonato Nacional en 1967, y quedándose en Primera Categoría hasta 1969. No volvería hasta 1977, como subcampeón de la Serie B, pero solo duraría dos temporadas cortas consecutivas en la "A"; en 1979 subió y bajó de esta misma manera (aunque consiguió un histórico tercer puesto en 1979, solo igualado en Manabí por Liga de Portoviejo en 1982, el Green Cross en 1993 y superado por Delfín Sporting Club en 2017 como subcampeón y en 2019 como campeón del Campeonato Ecuatoriano de Fútbol). El mejor periodo del club llegaría en 1982, cuando ascendió a mitad de año como campeón y se quedó en la "A" hasta 1985, cuando bajó para no volver nunca más. A pesar de esto, por la ausencia de otros equipos mantenses en la Serie A desde 1971 hasta 1989, el Manta Sport fue el equipo más representativo de su ciudad durante los años 60, 70 y 80. Finalmente, en 1997 el club desapareció, luego de 82 años de ser fundado.

## Historia
El Manta Sport, tuvo un momento fulgurante en el campeonato de 1979; años antes, Juventud Italiana representaba al puerto manabita. Sin embargo, aquella campaña a finales de la década señalada, no había tenido precedentes. El Manta, pudo haber sido el primer equipo manabita en llegar a Copa Libertadores, rematando en un honroso tercer lugar. Ya en 1978, había armado un equipo bastante competitivo, incorporando  a un arquero argentino procedente del Colo Colo de Chile; de grandes condiciones técnicas y físicas, por lo que incluso recibió el apelativo de Tarzán. Era Miguel Ángel Onzari; también dos paraguayos de reconocida solvencia y trayectoria, al punto que ambos, habían vestido la camiseta de su país en la Copa América de 1975, donde Paraguay enfrentó a Ecuador en Guayaquil. Eran el defensa José Domingo Insfrán y el centro atacante Apolinar Paniagua. Para la siguiente temporada, dirigido por Ernesto Guerra, el técnico ecuatoriano más triunfador de la historia, manteniendo la base del plantel nacional, el club se vio obligado a contratar al guardavallas argentino  Mario “Chapulín colorado” Quiroga, debido a que Onzari se fue a EMELEC; Quiroga, era tan buen arquero como el otro, por lo que Manta no sintió la ausencia de Onzari, a pesar de haber sido la figura del equipo durante la temporada anterior. En la defensa, surge junto a Insfrán, un jugador alto, rápido, decidido, de excelentes condiciones, formando una dupla, donde el paraguayo aportaba la experiencia, el liderazgo, mientras que ese joven llamado Orly Klinger, imponía la solvencia en el juego aéreo, la fuerza y la rapidez para las postas, mientras por las rayas; en la derecha, un moreno potente, Edilfo “Chacal” Nazareno era un roble, sin mucha salida pero, muy fuerte para cualquier puntero y por el otro lado un aguerrido manabita, que no aflojaba nunca, perseguía sin cesar a quien le tocaba marcar, era  Juaneco García. Formaban todos ellos, un bloque defensivo, difícil de penetrar.En el medio campo, dos jugadores obreros;  Segundo Watilian Arteaga y José Ballesteros, corrían por todos lados, presionaban y sin ser brillantes, eran cumplidores. A ellos, los acompañaba en algunas ocasiones  José Mendoza y el enganche era el experimentado Gonzalo “Pachaco” Castañeda, quien aportaba su cuota de buen fútbol, panorama claro y llegada al arco rival, especialmente, para hacer jugar a sus delanteros, cuyo frente, además de Paniagua, lo conformaban un diminuto diestro, muy rápido y punzante, Jimmy Sión y un puntero izquierdo que fue revelación en ese torneo; porque realmente era completo, fuerte, potente, muy rápido, inteligente para jugar, con gran llegada al gol, eficiente definidor por juego aéreo y excelente remate. Era José “el Negro” Valencia, poco menos que un huracán, la grata revelación de 1979, temporada que marca el inicio de un ciclo brillante de un jugador para el fútbol mantense, a pesar de su paso por 9 de Octubre, algunos años después.
Finalmente en 1985, Manta Sport perdió la categoría y descendió a la Segunda División por segunda y última vez en 70 años en su historia de aquel equipo de esta manera el Manta Sport se despidió del fútbol ecuatoriano, y en el marco de la celebración del 70.º aniversario del club, el equipo pesquero bajó a Segunda para no volver al fútbol grande nunca más y terminó de hundirse a la Segunda División lugar del que jamás volvieron a ver la luz equipos tradicionales del fútbol ecuatoriano de antaño como el América de Quito, Everest, Patria, Norte América, Calvi, Panamá, Esmeraldas Petrolero, Juventus, Juvenil, Green Cross, Juventud Italiana, Bonita Banana, Audaz Octubrino, Santos, Liga de Cuenca, Espoli, Deportivo Quito, Olmedo, América de Ambato, Búhos ULVR (ex Guayaquil Sport), Clan Juvenil y los desaparecidos Politécnico, River Plate de Riobamba, Filanbanco, Valdez, Deportivo Azogues, Fuerza Amarilla y Liga de Loja en medio de la debacle del cuadro de los delfines azules.
Desde 1986 hasta 1997 y durante 11 años el Manta Sport jugó en la Segunda Categoría. Hasta que finalmente en 1997 el Manta Sport desapareció, tras 82 años de existencia.

## Datos del club
- Puesto histórico: 22.° (25.° según la RSSSF)[2]
- Temporadas en Serie A: 10 (1967-1969, 1977-II-1978-I, 1979-II-1980-I, 1983-1985).[3]
- Temporadas en Serie B: 9: (1974-1977-I, 1978-II-1979-I, 1980-II-1982).[3]
- Temporadas en Segunda Categoría: 16: (1970-1973, 1986-1997).
- Mejor puesto en la liga: 3.° (1979).[4]
- Peor puesto en la liga: 16.° (1985).
- Mayor goleada a favor en torneos nacionales:
  - 5 - 2 contra América de Quito (29 de mayo de 1983).[5]
- Mayor goleada en contra en torneos nacionales:
  - 7 - 1 contra El Nacional (30 de junio de 1985).[6]
- Máximo goleador histórico:
- Máximo goleador en torneos nacionales:
- Primer partido en torneos nacionales:
  - Manta Sport 3 - 1 Macará (en 1967 en el Estadio Jocay).

## Palmarés

### Torneos nacionales
| Competición              | Títulos          | Subcampeonatos |
| ------------------------ | ---------------- | -------------- |
| Serie B de Ecuador (2/1) | 1979-I, 1982-II. | 1977-I.        |

### Torneos provinciales
| Competición                        | Títulos | Subcampeonatos |
| ---------------------------------- | ------- | -------------- |
| Campeonato de Fútbol de Manabí (1) | 1967.   |                |
| Segunda Categoría de Manabí (1)    | 1973.   |                |